# 第五共和國運動
第五共和國運動是委內瑞拉历史上的一个左翼政黨。該黨為前委內瑞拉總統烏戈·查韋斯為競選總統而成立，聯合其他反對當時兩大主流政黨民主行動黨及天主教社會黨的主流反對力量及左派。該黨在後來的國會選舉大勝成為國會兩院的第二大黨。
1998年總統選舉，查韋斯以56%得票率擊敗右翼保守黨候選人當選總統，成為委內瑞拉第一位左派總統。1999年解散國會，修改憲法，由兩院制改為一院制，延長總統任期。其後查韋斯於2000年及2006年成功連任，2007年聯合小的左派政黨結合為委內瑞拉社會主義統一黨。